# Kasai-jinja
 (mars 2012).
Si vous disposez d'ouvrages ou d'articles de référence ou si vous connaissez des sites web de qualité traitant du thème abordé ici, merci de compléter l'article en donnant les références utiles à sa vérifiabilité et en les liant à la section « Notes et références ».
Le sanctuaire Kasai (葛西神社, Kasai-jinja) est un sanctuaire shinto, situé à Higashi Kanamachi, dans l’arrondissement de Katsushika à Tokyo.
Il était autrefois le principal sanctuaire des onze villes de cette région.

## Histoire
Le sanctuaire Kasai a été fondé en 1185, à la fin de la période Heian.
Pour protéger la région, le sanctuaire Kasai est dédié à la même divinité que les autres sanctuaires de type Katori (le dieu de Futsunushi). À l’origine, le sanctuaire s’appelait Katori-gu, mais depuis 1875 pendant la période Meiji, il est renommé sanctuaire Kasai.

## Divinités

### Futsunushi no kami
Futsunushi no kami est un symbole de l'épée, envoyé pour défaire le mal. À cause de cette légende, le peuple le vénère à présent comme le symbole de la réalisation d'objectifs, de victoire et d'auto apprentissage.

### Yamatotakeru no mikoto
Yamato Takeru est est le fils de impératrice Keiko. Dans le Nihon Shoki, une vieille légende relate que lorsqu’il est mort, son esprit s’est transformé en oiseau et s’est envolé. De nombreuses autres légendes sont nées autour de ce personnage.

### Tokugawa ieyasu no mikoto
Au début de la période Edo, Tokugawa Ieyasu est venu au sanctuaire Kasai assister au théâtre local de marionnettes. Il fut délecté de cette performance et offrit en 1591 au sanctuaire Kasai un sceau rouge en guise de certification pour encourager les gens à faire encore mieux. Cette anecdote explique pourquoi le sanctuaire Kasai est également dédie à Tokugawa Ieyasu. De nos jours, il est assimilé au succès en entreprise et à la réalisation d’objectifs.

## Matsuribayashi
On dit que c’est au sanctuaire Kasai que le Matsuri Bayashi, genre de groupe folklorique qui commença pendant la période Edo, tire ses origines.
Pendant la période Kyohou, l’un des prêtres shinto du sanctuaire Kasai appelé Nose Tamaki enseignait les vieux chants japonais aux jeunes personnes. C’est ainsi que commence le Matsuri Bayashi.
Plus tard, on appela ce genre de musique Kasai Bayashi et cela devint très populaire dans le Kanto mais aussi dans les autres régions.
Après la Seconde Guerre Mondiale, le comité pour la préservation du Kasai Bayashi été fondé par des bénévoles. En 1953, le gouvernement de Tokyo accorde le statut de Patrimoine culturel populaire intangible. Le Kasai Bayashi se joue encore de nos jours et des répétitions ont lieu une fois par mois au sanctuaire Kasai.
Deux fois par an, pendant le Tori no Ichi en novembre et le Reitaisai (grand festival en septembre) des représentations publiques sont faites dans le vieux bâtiment du sanctuaire.

## Festival Tori no ichi
Au sanctuaire Kasai se tient un grand festival en novembre, appelé Tori no Ichi. Tori signifie oiseau et l’oiseau est le symbole de l’une des divinités du sanctuaire appelé Yamato Takeru. C'est à ce moment que les gens viennent acheter un kumade en guise de porte-bonheur. Un concours de karaoke a lieu durant ce festival depuis avant même la Seconde Guerre Mondiale et un grand nombre de personnes y participent pour chanter et être jugés par la cloche qui fut utilisée dans un programme NHK de concours de chant.

## Le marché aux puces
Tous les premiers samedi du mois du matin jusqu’à environ 20h, un marché aux puces se tient au sanctuaire Kasai.

## Patrimoine
- Dessins sur bois de Akoroshi
- Lettres d’Asano Nagayoshi qui travaillait pour Toyotomi Hideyoshi
- Statue de pierre
- Arbres ginkgo
- Mikoshi

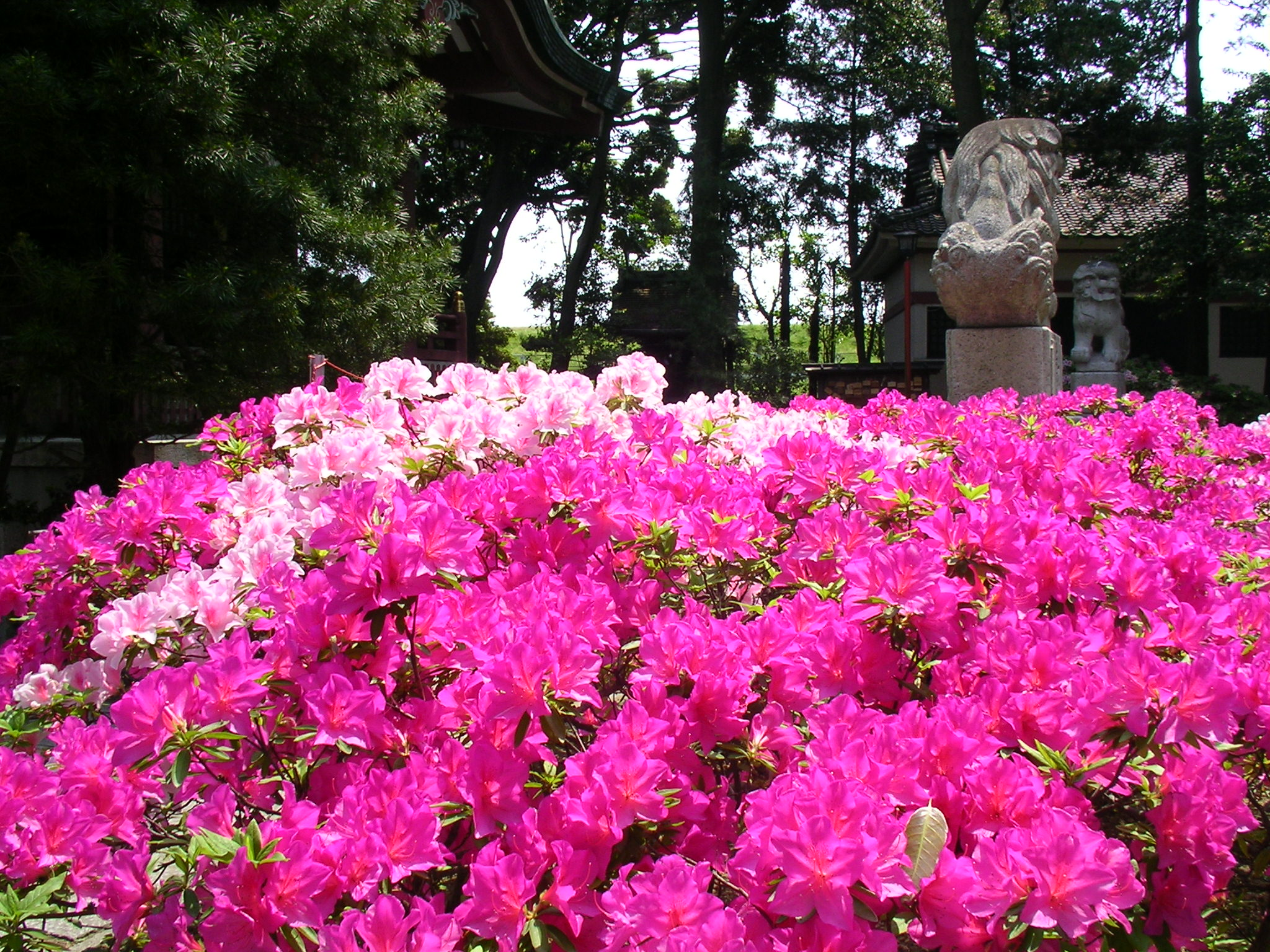
Fleurs au sanctuaire Kasai
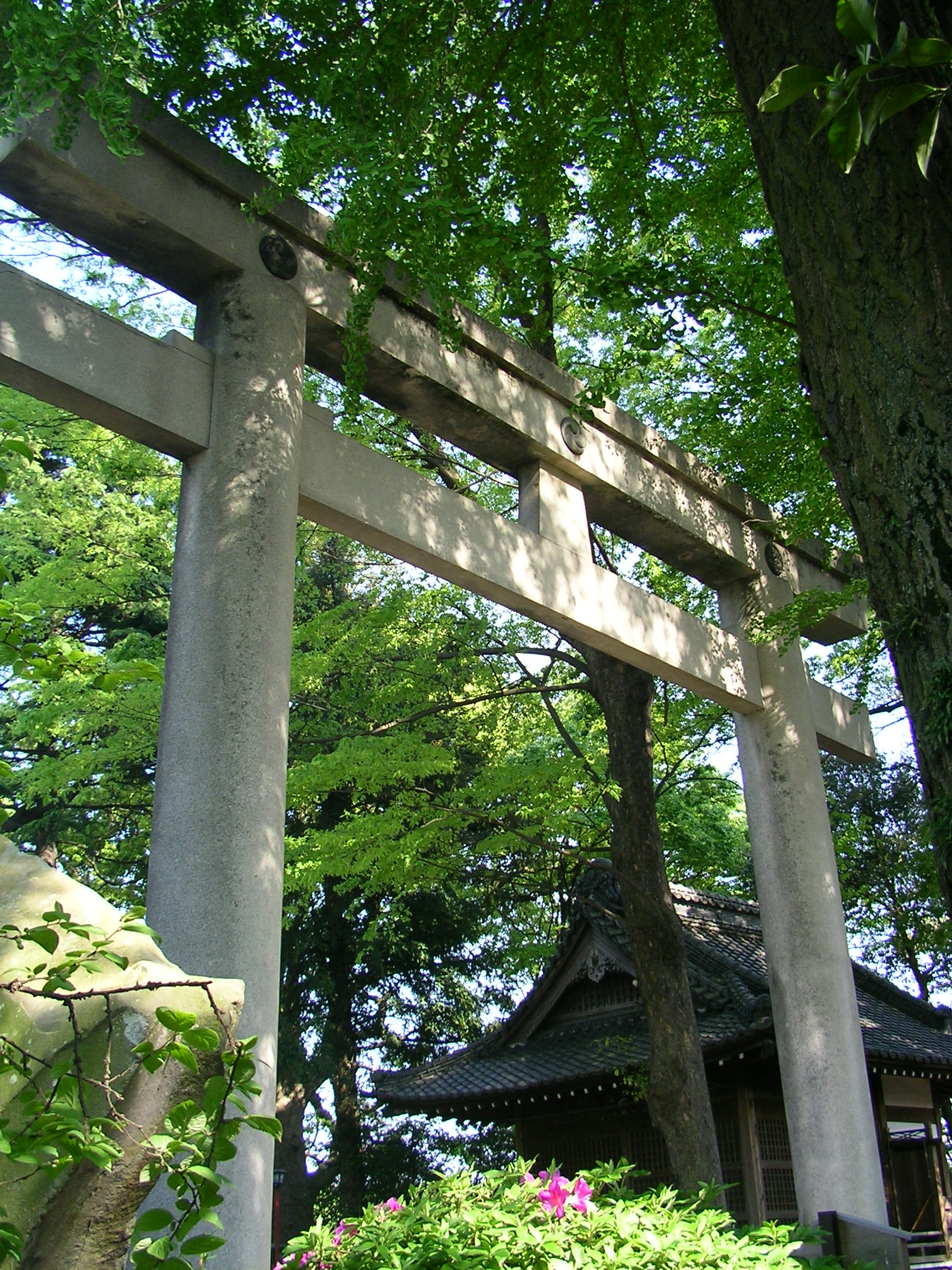
Le torii du sanctuaire Kasai
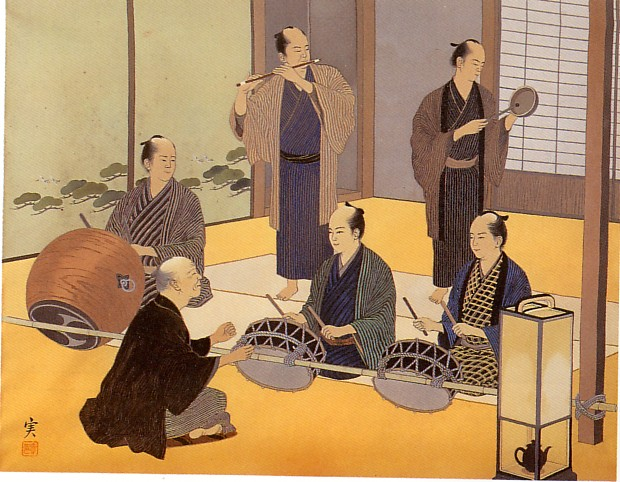
Hayashi
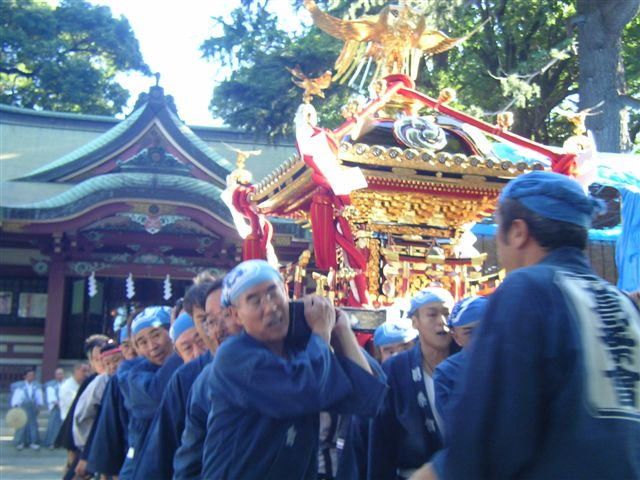
Mikoshi au sanctuaire Kasai